# Хоа Хакананаиа
Хоа Хакананайа — моаи (статуя острова Пасхи), находящаяся в Британском музее, в Лондоне. Была вывезена из Оронго, Рапа-Нуи (Остров Пасхи) в ноябре 1868 года экипажем британского корабля HMS Topaze. Доставлена в Англию в августе 1869 года. Несмотря на относительно небольшие размеры, считается типичной для статуй острова. Однако отличается резьбой на спине, связанной с культом островного человека-птицы. Статуя была описана как «шедевр» и «без сомнения, лучший пример скульптуры острова Пасхи».

## Этимология
Статуя была определена островитянами как Хоа Хакананайа, в то время как первая запись имени, сделанная британской командой, забиравшей статую, звучала как Хоа-Хака-Нана-иа или Хоа-Хака-Нама-йа. Название было по-разному переведено с языка Рапа-Нуи (Полинезийский) как «разрывающий волну», «серфинг»,, «серфингист», «мастер разрыватель волн», «потерянный или украденный друг», «украденный друг или скрытый друг» или «грабитель» или «насмешка друга».

## Происхождение
На момент описания в 1868 году, Хоа Хакананайа стоял прямо, часть его была заключена внутри каменного церемониального «дома» в деревне Оронго на юго-западной оконечности острова. Он был повёрнут лицом к потухшему вулканическому кратеру Рано-Кау, спиной к океану. Возможно, статуя была создана здесь же или предварительно сделана в другом месте и затем перемещена туда, где была найдена.

## Описание
Большинство статуй на Рапа-Нуи сделаны из красноватого туфа, однако Хоа Хакананайа создана из блока темно-серо-коричневой потоковой лавы. Хотя обычно статуя описывается как сделанная из базальта, который добывается недалеко от места, где статуя была найдена, нет никаких записей петрологического анализа, подтверждающих это. Статуя имеет высоту 2.42 метра (7.9 фута), 96 cm (3.15 фута) в поперечнике, вес 4.2 тонны.
Основание статуи, теперь скрытое в современном постаменте, возможно, первоначально было плоским, а затем суженным или было грубым и сужающимся с самого начала.
Типичный для острова Пасхи моаи Хоа Хакананайа имеет тяжёлый лоб, блочное лицо с выдающимся носом и выступающим подбородком, соски, тонкие, слегка под углом руки опущенные вниз по бокам и направленные к животу, который находится недалеко от основания. Он имеет приподнятую Y-образную форму в центре подбородка, глаза выдолблены характерным для статуй, возведённых на церемониальных платформах аху, образом, и длинные, прямоугольные стилизованные уши. Линия вокруг основания шеи интерпретируется как выступающие ключицы, существует полукруглая впадина для надгрудинной выемки.
- Вид спереди статуи Хоа Хакананайа.
- Повреждения на передних поверхностях рук Хоа Хакананайа.

Имеет оригинальную форму, задняя часть состоит из гладкой части, отделённой от maro (пояса), который состоит из трёх поднятых линий и круга выше, и ниже расположенной M-образной вертикальной линии. Возле основания есть небольшие признаки ягодиц.
- Нижняя часть спины Хоа Хакананайа с "maro" (поясом) и ягодицами.

Верхняя часть головы гладкая и ровная и первоначально могла поддерживать пукао, цилиндрическую каменную «шляпу». Плоский круглый камень, найденный рядом со статуей, мог быть такой шляпой  или же, если нижняя часть камня была плоской, то он мог служить основанием, на котором когда-то стояла статуя.

## Возраст
На острове Пасхи нет статуй, чей возраст был бы научно определён, но создание статуй в целом началось не ранее 1000 г.н. э. и длилось в основном между 1300 и 1500 годами н. э.. Производство статуй закончилось к 1600 году, когда островитяне начали разрушать их.
В эпизоде № 70 серии BBC Radio-4 «История мира в ста объектах» (2010) статуя описывалась как созданная между 1000—1200 годами н. э.
Y на подбородке и ключицах редки на статуях острова Пасхи и являются поздними инновациями.

## Рельеф
Задняя часть статуи, между maro и верхней частью головы, покрыта рельефной резьбой, добавленной в неизвестное время после того, как статуя была создана. Они похожи по стилю на петроглифы, изображённые на скале близ деревни Оронго, где они более распространены, чем где-либо ещё на острове.
С обеих сторон и над кольцом на mаро изображены два стоящих человека-птицы ((tangata manu), стилизованные человеческие фигуры с крючковатыми головами, как у птиц фрегатов. Над ними, в центре головы статуи, видна меньшая птица, предположительно Тёмная крачка (manutara). По обе стороны от неё находится ритуальное танцевальное весло (ao), символ мужской силы и престижа. По краю левого уха третье весло, из-за его меньшего размера, возможно, rapa, а не ao. На правом ухе строки из четырёх символов вульвы (komari). Y-образные линии исходят из верхней части головы.
В то время, когда европейцы впервые увидели статую, резьба была окрашена в красный цвет на белом фоне. Краска была полностью или в основном смыта, когда статуя была доставлена на HMS Topaze.
Точное определение значения этих рисунков не ясно. Люди-птицы обычно интерпретируются как Маке-маке, бог плодородия и главный бог культа человека-птицы. Данный культ, как предполагается, заменил более старый культ статуй, который был описан ранними европейскими путешественниками.
Культовые обряды включали в себя ежегодный конкурс на получение первого яйца, снесённого мигрирующими Тёмными крачками. Соревнование проводилось в Оронго, и победитель становился представителем Маке-маке на весь следующий год. Считается, что последняя церемония состоялась в 1866 или 1867 году.

## Новые исследования
После самого интенсивного осмотра статуи на сегодняшний день была предложена более детальная интерпретация значения резьбы. Новое исследование, которое последовало за ещё неопубликованным обзором лазерного 3D-сканирования, состояло из комбинации фотограмметрии и преобразования изображений, используемых для создания цифровых изображений с высоким разрешением в 2,5 и 3 измерениях. Это позволило уточнить ряд деталей. Y-образные линии в верхней части головы являются остатками двух больших komari, частично удалённых другой резьбой, которая была добавлена позднее. У маленькой птицы закрытый клюв, не открытый, как часто описывалось, а у ноги левого человека-птицы пять пальцев, а не шесть. Под левым ухом есть небольшая неглубокая резьба, которая может быть komari или ao. Клюв правого человека-птицы подходит к короткому округлому концу, а не к длинному остроконечному кончику; последнее чтение цифровых моделей было подкреплено новой интерпретацией фотографии статуи, сделанной в 1868 году.
- Петроглифы на спине Хоа Хакананайа.

Было оспорено наличие короткого клюва и, в свою очередь, было завершено оригинальное исследование. В других исследованиях было предположено, что существующая на спине резьба скрыла четыре более ранние фигуры людей-птиц и что выгравированный человек-птица заполняет спереди область между сосками и руками. Последняя версия оспаривалась и защищалась. Ничего из предположенного нельзя увидеть на новых цифровых моделях.
Археологи, проводящие новые цифровые исследования, также предложили новый способ чтения основной композиции. Было высказано предположение, что элементы дополняли друг друга, чтобы изобразить церемонию человека-птицы, с левой фигурой человека-птицы мужского пола и правой женского пола, и птица над ними показывает их новорождённого птенца. «Между тем вся статуя стала Маке-маке, его лицо окрашено в белый цвет… в стиле человека-птицы». Одна из групп критиков охарактеризовала эту интерпретацию как «интересную, заставляющую задуматься и даже в какой-то степени поэтическую», но, несмотря на «большое впечатление от работы», отвергла данную версию.
- Резьба, идентифицирующая мужчину (слева) и женщину (справа), с их оперением выше, как это предлагается в спорной интерпретации. Также на фотографии видны два больших более ранних komari, которые распространяются на верхнюю часть головы статуи.

## Онлайн-осмотры
Археологи провели новые цифровые исследования и выпустили онлайн модели фотограмметрии, отображающие и преобразующие изображения данных образов. Последние представляют собой переднюю и нижнюю часть спины, среднюю часть спины, верхнюю часть спины и затылок. Зрители могут распространять результаты, чтобы стимулировать дискуссию.

## История
Хоа Хакананайа был найден в ноябре 1868 года офицерами и экипажем корабля британского Королевского флота HMS Topaze. На момент обнаружения статуя была засыпана землёй примерно до половины своей высоты или даже больше.  Статуя была выкопана и транспортирована из Рано-Кау на волокушах и сплавлена на корабль. Она была сфотографирована во время нахождения HMS Topaze в Вальпараисо, Чили, со спины и спереди. В то же время коммодор Ричард Пауэлл, капитан Topaze, написал письмо в британское адмиралтейство, предлагая статую в качестве подарка.
HMS Topaze прибыл в Плимут, Англия, 16 августа 1869 года. Адмиралтейство предложило статую королеве Виктории, которая предложила отдать её в Британский музей. Статуя была установлена на цокольном этаже и экспонировалась у главного входа в музей, под портиком. Во время Второй мировой войны её убрали внутрь здания, где она оставалась до 1966 года. В том же году статуя была переведена в тогдашний отдел этнографии музея, который имел отдельные помещения в Берлингтонских садах. Хоа Хакананайа вернулся в основное здание Британского музея в 2000 году, когда был выставлен на новом, более высоком постаменте в Большом дворе, прежде чем переехать в настоящее место в галерее Wellcome Trust (Комната 24: Жизнь и Смерть). Было высказано предположение, что статуя изначально была возведена под несколько иным углом, так что верхняя часть головы была бы точно горизонтальной.

## В популярной культуре
- Хоа Хакананайа вдохновил художников, среди которых Анри Годье-Бжеска[66] и Генри Мур, который снял беседу о статуе в 1958 году[67]. Мур прокомментировал его «потрясающую сущность» и что его создатели «инстинктивно знали, что скульптура, предназначенная для открытого воздуха, должна быть большой»[68]. Рон Мьюек выставил свою Маску II перед Хоа Хакананайа в 2008/09 году[69].

- Роберт Фрост написал о статуе стихотворение под названием «Плохой остров Пасха»[70].

- Английский художник Рональд Лампитт использовал статую в качестве модели для иллюстрации острова Пасхи в журнале «Look and Learn»[71].

- Набор из шести почтовых марок, выпущенных Королевской Почтой в 2003 году в ознаменование 250-летия Британского музея с изображением Хоа Хакананайа наряду с другими музейными экспонатами, такими как шлем Саттон Ху и маска Xiuhtecuhtli[72][73].

- Статуя была выбрана директором британского музея Нилом Макгрегором в качестве одного из ста объектов, с помощью которых он рассказал историю мира[74][75].

- В 2010 году он стал объектом протеста против компании BP в связи с разливом нефти в Мексиканском заливе.